# Matt Grevers
Matthew Grevers (født 26. marts 1985 i Lake Forest, Illinois) er en amerikansk svømmer. Han har vundet fire Olympiske guldmedaljer ved legene i Beijing i 2008 og London i 2012. 